# Hywel Bennett
Hywel Bennett (8. dubna 1944, Garnant – 25. července 2017, Cardiff) byl velšský filmový a televizní herec. Jeho nejznámější role byla ve filmu The Virgin Soldiers z roku 1969. Později hrál v mnoha dalších filmech, mezi které patří Svědek války (1987), Vraždit je snadné (1994) nebo Velmi ženatý Malcolm (1998). V roce 2003 hrál postavu gangstera Jacka Daltona v seriálu EastEnders. Jeho bratrem je herec Alun Lewis a v letech 1970 až 1988 byla jeho manželkou moderátorka Cathy McGowan, se kterou měl jednu dceru.